# Marge the Lumberjill
«Marge the Lumberjill» (с англ. — «Мардж — лесоруб») — шестой эпизод тридцать первого сезона американского мультсериала «Симпсоны» и 668-й эпизод в целом. Премьера состоялась 10 ноября 2019 года на телеканале Fox. Режиссёром эпизода выступил Роб Оливер, а сценарий написал Райан Кох. Музыкантка Джилл Собул также написала и исполнила оригинальную песню.
В этом эпизоде Грей Гриффин озвучила Шерри, Терри и Мартина Принса после смерти Расси Тейлор 26 июля 2019 года.

## Сюжет
В Спрингфилдской начальной школе дети исполняют драматические сцены, которые они написали на основе телешоу и видео на YouTube. Лиза исполняет сцену, основанную на своей семье, с самой собой в главной роли. Датабейс играет Барта, Ральф играет Гомера, Сэм играет Мардж, а Керни играет Мэгги. Симпсоны чувствуют себя неловко из-за того, как их видят другие. Мардж, в частности, чувствует себя неуверенно из-за того, что её воспринимают как скучную. Чтобы изменить это восприятие, Мардж пытается сделать забавную проповедь в Первой церкви Спрингфилда, но терпит неудачу.
Возвращаясь домой, молния бьёт в дерево, и оно падает на семейную машину. На следующий день Гомер начинает рубить дерево, но вскоре ложится спать на свой гамак, поэтому Мардж начинает рубить его сама. Впечатлённая Пэтти приглашает свою подругу по свалке леса Полу, чтобы посмотреть, как она выполняет эту работу; Пола продолжает тренировать Мардж и приглашает её стать лесорубом.

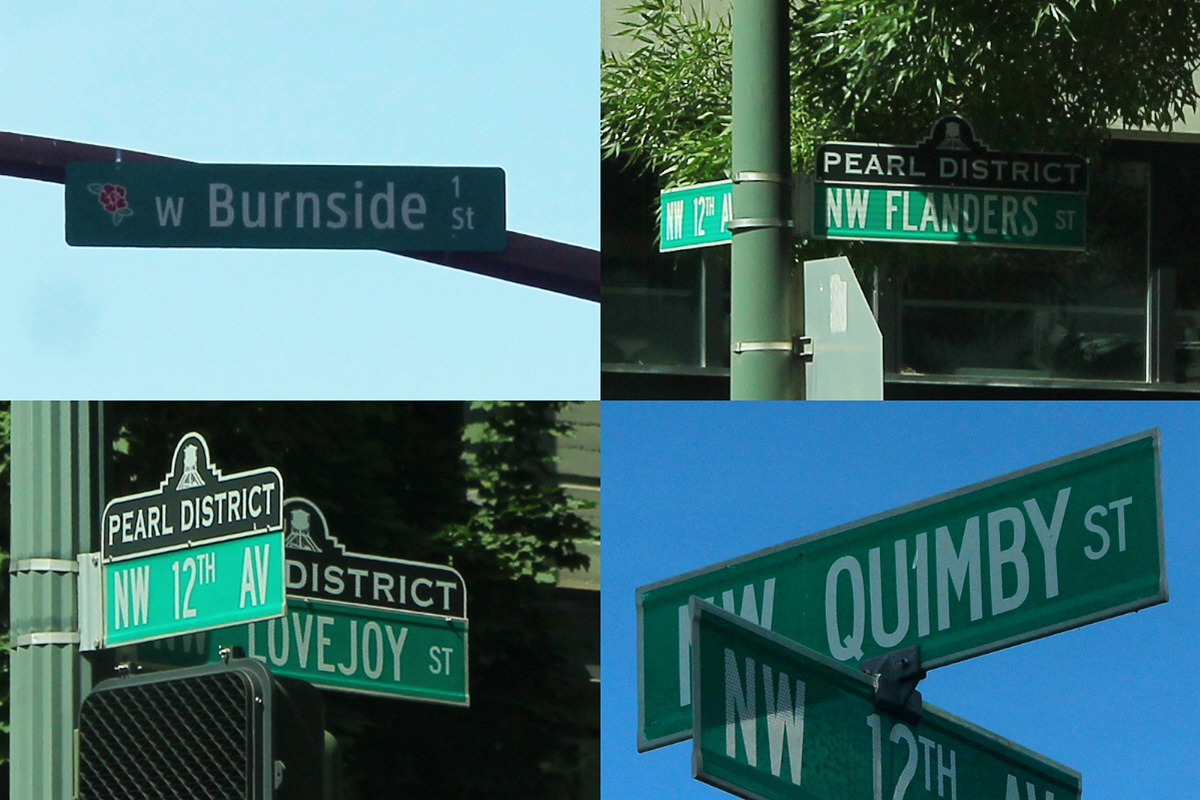
В монтаже показаны некоторые знаки на улицах Портленда, которые вдохновили имена персонажей сериала.

Мардж в конечном итоге берётся за Timbersports и принимает участие в команде с Полой в Springfield Timbersports Pro-am, которую они выигрывают у других мужчин. В этот момент Пэтти говорит Гомеру, что Пола — лесбиянка, заставляя Гомера бояться, что Пола попытается украсть у него Мардж. В конце концов Пола просит Мардж стать её партнёром, тренируясь в течение месяца в Портленде, штат Орегон, и она соглашается, усиливая опасения Гомера.
Месяц спустя Гомер и дети едут в Портленд, чтобы вернуть её, но обнаруживают, что она живёт в доме с Полой и не уверена, что вернётся на следующий день после соревнований на северо-западном чемпионате Grizzly Timbersports. Они выигрывают, и Пола говорит Гомеру, что ей не интересна Мардж романтически; у неё есть жена, которая является танцовщицей с лентами на Олимпийских играх, и у них есть ребёнок. Она также уверяет Гомера, что она и Мардж просто хорошие подруги и что Мардж может вернуться, чтобы тренироваться с ней в любое время. Благодарный Гомер предлагает ей свою сперму, если она решит завести ещё одного ребенка, и она обещает подумать об этом. Затем она уговаривает Гомера предложить Мардж поехать домой в Спрингфилд.
В финальной сцене Гомер покупает Мэгги игрушечную бензопилу, чтобы в будущем она могла проявить интерес к валке леса. Однако она пугается, когда пытается сделать это.

## Производство
В этом эпизоде  Шерри, Терри и Мартин Принс были впервые озвучены Грей Гриффин после смерти Расси Тейлор 26 июля 2019 года. Тейлор снова озвучила Мартина в эпизоде «Thanksgiving of Horror».

## Реакция

### Просмотры
Выйдя на NFL, эпизод получил рейтинг 1,8 с 8 долями, его просмотрели 5,00 миллионов зрителей, став самым просматриваемым шоу на Fox в ту ночь.

### Критика
Тони Сокол из Den of Geek дал эпизоду 2,5 звезды из 5. Он чувствовал, что эпизод был посредственным, и он не рисковал, потому что брак Гомера и Мардж никогда не подвергался реальной опасности.
Деннис Перкинс из The A.V. Club дал эпизоду B-, заявив: «Все это оставляет добрую «Marge The Lumberjill» ужасно несущественной, тем более что она не наполнена компенсационными отличными шутками… И есть прекрасный маленький подарок для причудливых поклонников причудливой бисексуальной певицы и автора песен Джилл Собул (из превосходной песни «I Kissed A Girl»), которая поёт оригинальный гимн тренировки Мардж «The Lumberjill Song» после того, как её имя было проверено как недавняя икона моды Портленда Мардж. Это мило, даже если игривое изображение внутреннего пробуждения Мардж кажется более заложенным, чем эпизод в целом».